# Ferdinando Ponzetta
Ferdinando Ponzetta (Biela, 1476 - Roma, 9 de setembro de 1527) foi um cardeal do século XVII.

## Biografia
Nasceu em Florença em 1444. De uma nobre família napolitana. Filho de Francesco Ponzetti, natural de Figline em Val d'Arno, e Caterina Lico della Casa. Em 1448 a família mudou-se para Nápoles, onde seu pai, professor de direito no Estúdio Florentino, tornou-se juiz e assumiu diversas nomeações judiciais. Seu sobrenome também está listado como Ponzetta; como Ponzeta; como Ponzeto; como Ponzeti; e como Puccetti. Passou a infância e a juventude em Nápoles, onde provavelmente nasceu a sua amizade com o genovês Giovanni Battista Cibo, futuro Papa Inoceto VIII.
Estudou teologia, filosofia, grego, latim e medicina. Ele dedicou ao Cardeal Cibo sua Summa brevis theologie (Roma, G. Mazzocchi, 1521).
Como evidenciado por vários documentos papais, ele se tornou doutor em teologia e medicina; começou a praticar a arte médica e isso lhe permitiu, também pelo antigo vínculo com Giovanni Battista Cibo, ingressar na Cúria papal como médico e ser fortemente favorecido na carreira eclesiástica. Em 4 de maio de 1485, o Papa Inocêncio VIII escreveu a Lorenzo de'Medici definindo-o como medicum et familiarem nostrum "em troca de um crédito em Florença; e em outubro do mesmo ano, o papa nomeou-o escritor das cartas apostólicas. Leitor da Audiência de lettere Contraddette.Em 1486, foi nomeado abreviatore pontificio e magister artium et theologiae. Em 1487, tornou-se reitor da igreja de S. Angelo del Castello dell'Abate, diocese de Capaccio, que teve um rico benefício. Em 1489, foi nomeado pelo Papa Inocêncio VIII como leitor da udienza delle lettere contraddette. Em 1494, o Papa Alexandre VI nomeou-o mestre do registo de touros. Em maio de 1499, o mesmo papa fez dele seu secretário apostólico. Em 1507, foi nomeado depositário único do produto das indulgências da Fábrica de São Pedro; e em 1509, comissário para a aplicação na Úmbria da reforma monetária. Clérigo da Câmara Apostólica; em 14 de agosto de 1510 tornou-se decano dos clérigos da Câmara Apostólica e tenente do cardeal camerlengo. Em 1511, decidindo ausentar-se de Roma para ir a Nápoles, obteve uma longa licença da Câmara Apostólica. Ele também foi secretário apostólico do Papa Júlio II. Clérigo da Câmara Apostólica; mais tarde, seu presidente; seu reitor em 14 de agosto de 1510; e por fim, seu tesoureiro, em 23 de outubro de 1513.
Eleito bispo de Molfetta em 20 de abril de 1517; consagrado em 21 de dezembro de 1517, no Vaticano, in camera superiore, pelo Papa Leão X; na mesma cerimônia foi consagrado o Cardeal Giulio de' Medici, futuro Papa Clemente VII.
Criado cardeal sacerdote no consistório de 1º de julho de 1517; recebeu o chapéu vermelho e o título de S. Pancrazio, 6 de julho de 1517. Renunciou ao governo da sé de Molfetta em favor de seu sobrinho Giacomo Ponzetta, 12 de julho de 1518. Participou do conclave de 1521-1522, que elegeu o Papa Adriano VI. Transferido para a sé de Grosseto em 22 de dezembro de 1522; renunciou ao governo da sé de Grosseto, em 25 de fevereiro de 1527. Participou do conclave de 1523, que elegeu o Papa Clemente VII. Durante o saque de Roma pelos Bourbon em 1526, ele perdeu toda a sua riqueza, que era lendária em Roma.
Participou ativamente na vida cultural da Roma renascentista, como se pode verificar pelas inúmeras obras que compôs que dizem respeito à teologia, à filosofia natural e moral e à medicina. Participou nos meios intelectuais romanos e curiais como atesta o facto de Giacomo Mazzocchi, intimamente ligado à Academia Pomponio Leto e editor do Studium urbis , ter sido o editor de todas as suas obras entre 1520 e 1524. Uma ligação, que com dos escritores presentes em Roma, sublinhado pelo facto de o seu Libellus de venenis(1521), como escreve o próprio Ponzetti na dedicatória, foi revisado e corrigido por Agostino Nifo, filósofo e médico também famoso pela refutação do tratado de Pietro Pomponazzi sobre a imortalidade da alma escrito a pedido do Papa Leão X. Como Ferrajoli ressalta, mesmo Ponzetti, em sua Tertia pars naturalis phylosophie de 1515, faz reflexões sobre a natureza da imortalidade da alma que lembra Pomponazzi e Nifo, demonstrando seu preparo e curiosidade intelectual. É significativo da variedade dos seus interesses e também do seu oportunismo o facto de outra das suas obras, o Libellus de sacramentis , publicada em 1522, ter sido dedicada ao recém-eleito Adriano VI, que em 1512 publicou em Paris uma obra que dizia respeito ao mesmo tema (Quaestiones in quartum sententiarum praesertim circa sacramenta ). O livro de maior sucesso de Ponzetti foi o Libellus de venenis , escrito não apenas com base em textos medievais, mas também com base na observação. Outras obras escritas por ele foram Libellus de origine anime (1521); Prima pars phylosophie moralis (1524); Prima pars phylosophie naturalis (1522); Secunda pars philosophie naturalis (1521); Tertia pars filosofia moralis (1521) ; Santis Ardoyni [...] Opus de venenis [...] Adiunximus eiusdem generis commentarium doctissimum , Ferdinandi Ponzetti, Basilea, H. Petri - P. Perna, 1562.
Morreu em Roma em 9 de setembro de 1527, em idade avançada, 82 anos; os maus-tratos a que foi submetido pelas forças imperiais durante o saque de Roma aceleraram a sua morte. Sepultado na capela de S. Brigida, que mandou construir, na igreja de S. Maria della Pace, Roma